# Ирпень (футбольный клуб, Гореничи)
«Ирпе́нь» — любительский футбольный клуб из села Гореничи в Киево-Святошинского района Киевской области. Обладатель Кубка Украины среди любительских команд 2008 года. Участник розыгрыша Кубка Украины 2008/09.

## История
Клуб «Ирпень» основан в селе Гореничи Киево-Святошинского района Киевской области в 2005 году. В 2005 и 2006 команда становилась чемпионом Киево-Святошинского района, в 2007 и 2008 году завоевывала Кубок Киевской области, а в 2009 проиграла в финале. В чемпионате Киевской области команда не выступает.

## Известные игроки
Команда «Ирпень» известна в первую очередь за счёт ветеранов киевского «Динамо», донецкого Шахтёра и сборной Украины в её составе. За «Ирпень» выступали:
- Эдуард Цихмейструк
- Сергей Нагорняк
- Виктор Ульяницкий